# Triumph TR250
Triumph TR250 – brytyjski samochód sportowy, produkowany przez okres 15 miesięcy w latach 1967 i 1968 przez firmę Triumph Motor Company w Coventry. W tym czasie zbudowano 8484 sztuki. Wszystkie były przeznaczone na eksport na rynek amerykański.
TR250 był identyczny z modelem TR5, z wyjątkiem układu zasilania silnika. TR250 nie posiadał układu wtryskowego, tak jak model TR5. Zamiast tego wyposażony był w dwa gaźniki Zenith-Stromberg. Silnik TR250 rozwijał 111 KM (81 kW), o 41 KM mniej niż TR5.
Powodem tej zmiany były obniżenie ceny samochodu na rynek amerykański, oraz ostrzejsze normy emisji spalin.